# 坂本七菜
坂本 七菜（さかもと なな、1994年1月4日 - ）は、元テレビ大阪のアナウンサー。和歌山県海南市出身。

## 経歴
和歌山県立向陽高等学校卒業後、関西学院大学社会学部へ進学。
2013年には関西学院大学のミスキャンパスファイナリストに選出された。
2016年4月、NHK和歌山放送局に契約キャスターとして入局し、3年間勤務する。
2019年3月に同局を退局し、同年4月1日、テレビ大阪に移籍した。
2022年3月25日のブログにて、テレビ大阪からの退社を発表。その後にバレーボール選手の清水邦広と結婚したことが明らかになっている。
2022年9月に第1子となる長女を出産したことが夫の清水より報告された。
2025年4月に第2子となる長男を出産したことが夫の清水より報告された。

## 人物
- 特技 - フットサル。
- 趣味 - 料理、釣り、カヌー、ハイキング、旅行、お笑い鑑賞、スポーツ観戦[1]。

## 担当番組

### テレビ大阪
- やさしいニュース （ニュースキャスター兼リポーター）
- おとな旅あるき旅 （2019年 - 、パートナー）
- やさしいニュースPLUS（不定期）